# Aston Motor Car Company
Aston Motor Car Company war ein US-amerikanischer Hersteller von Automobilen.

## Unternehmensgeschichte
F. R. Aston, M. A. Hall und G. E. Morton gründeten 1908 das Unternehmen. Der Sitz war an 1103 State Street in Bridgeport in Connecticut. Sie stellten Automobile im Kundenauftrag her. Der Markenname lautete Aston. Etwa 1910 endete die Produktion. Außerdem vertrieben sie Fahrzeuge der Chalmers Motor Car Company.

## Fahrzeuge
Über die Fahrzeuge ist wenig bekannt. Im Angebot standen mindestens zwei Modelle, deren Motoren 25 PS bzw. 40 PS leisteten. Von beiden genannten Modellen war 1915 noch jeweils eines im Staat Connecticut zugelassen.